# Mustapha Tahiri
Mustapha Tahiri (en árabe: مصطفى الطاهري‎; Jerada, Marruecos; 1 de enero de 1953 – 11 de agosto de 2025) fue un futbolista marroquí que jugó en la posición de defensa.

## Carrera

### Club
| Periodo   | Club          |
| --------- | ------------- |
| 1969–1979 | MC Oujda      |
| 1979–1980 | US Sidi Kacem |
| 1980–1981 | RS Berkane    |
| 1981–1984 | USM Oujda     |

### Selección nacional
Jugó para Marruecos en 20 ocasiones de 1976 a 1980 y anotó dos goles; ganó la medalla de bronce en la Copa Africana de Naciones 1980 y participó en los Juegos Mediterráneos de 1979 donde fue el capitán del equipo.

## Logros
- Botola (1): 1974/75